# 김형철 (축구인)
김형철(한국 한자: 金亨哲, 1983년 10월 2일 ~ )은 대한민국의 전 축구 선수이며, 포지션은 미드필더였다.